# Olivia Harris (anthropologue)
Pour les articles homonymes, voir Olivia Harris.
Olivia Jane Harris (née le 26 août 1948 – morte le 9 avril 2009) est une anthropologue sociale britannique. Son travail s'est concentré sur l'étude des hautes terres boliviennes.

## Biographie
Olivia Jane Harris naît le 26 août 1948. Elle est le quatrième enfant de Julia et Ronald Harris. Elle grandit à Stoke D'Abernon. Elle a 7 ans quand elle perd sa mère contre le cancer.
Elle fait une partie de son éducation au St Anne's College. Après ses études graduées, elle déménage pour étudier au département d'anthropologie de la London School of Economics (LSE). Au cours de ses études, elle réalisera notamment une ethnographie des Aymaras de Potosí.
Harris travaille surtout pour la Goldsmiths, University of London, où elle a cofondé le département d'anthropologie en 1986. Elle a également été invitée à l'université de Chicago et l'université d'Oslo.